# Žhářské útoky na francouzskou železnici (2024)
V pátek 26. července 2024 ve 4:00 ráno, v den zahájení olympijských her v Paříži, byly provedeny koordinované žhářské útoky na infrastrukturu francouzského provozovatele dráhy SNCF Réseau na více místech země. Sabotáž vedla ke zrušení mnoha vnitrostátních i mezistátních spojů a postihla více než 800 tisíc cestujících.

## Útok
K útoku došlo ve 4:00, když útočníci na pěti uzlových místech přeřezali a následně zapálili kabelové svazky, které ovládají například zabezpečovací zařízení. Pátý útok však byl zastaven ještě před jeho provedením, když si údržbáři trati všimli podezřelé dodávky a osob v nepřístupných místech. Posádka dodávky utekla, avšak policie vůz zabavila. K poškozeným místům okamžitě vyjeli technici vybavení potřebným materiálem k provedení oprav.
Útok měl za cíl paralyzovat rychlovlaky TGV. Kvůli poškození kabelů muselo být zrušeno mnoho vnitrostátních spojů, kromě toho také spoje do Německa, Bruselu nebo Londýna. V regionu Île-de-France to zasáhlo 250 tisíc lidí, další cestující mimo region. Celkem mělo cesty narušeno přes 800 tisíc lidí. Některé spoje se podařilo obnovit kolem 14:00, potíže se ale očekávaly minimálně do konce víkendu, tedy do 28. července.

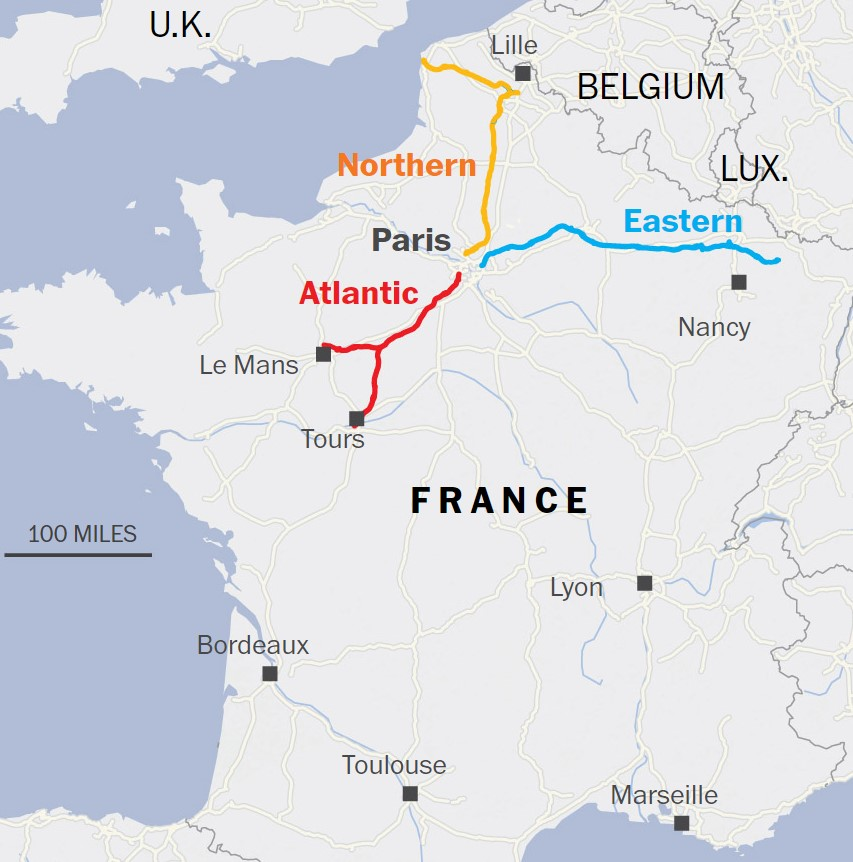
Zasažené tratě

Starostka Paříže Anne Hidalgová prohlásila, že zahajovací ceremoniál olympiády nebude ovlivněn. Zpravodaj ČT ve Francii Jan Šmíd však odhadoval problémy samotných účastníků olympiády, jelikož řada soutěží se koná ve městě Lille spojeném poškozenou tratí. Nicméně provoz byl plně obnoven po dvou dnech od útoků.

## Obnova provozu
Oprava začala okamžitě po uhašení požárů hasiči, nicméně provoz prvních vlaků se podařilo obnovit kolem 14:00. Nejsložitější situace byla na nádraží Paris-Montparnasse a nejvíce poničená byla západní trať. Za neuskutečněné spoje železnice vracela 100 procent ceny. Šéfka regionu Ile-de-France Valérie Pécresseová vyzvala občany, aby své cesty po dobu krize odkládali, pokud je to možné. Spousta lidí hledala náhradní řešení v cestě autobusem, FlixBus ve Francii například prodal o 15 procent více lístků.
Východní směr byl plně obnoven, i když se zpožděními, ve 14:00, na druhý den očekávala SNCF, že už bude v provozu dvě třetiny rychlostních vlaků na jihozápadní trati a 80 procent na severní. Úplné obnovení provozu se předpokládalo nejdříve třetí den, v neděli 28. července. Zpožděné byly i vlaky do Londýna jezdící tunelem pod Lamanšským průlivem a mezi pátkem a nedělí byla asi čtvrtina spojů dokonce úplně zrušena.
Nakonec došlo k dokončení oprav v neděli 28. července s tím, že na druhý den už cestující nepociťovali žádná narušení provozu.

## Bezpečnostní opatření

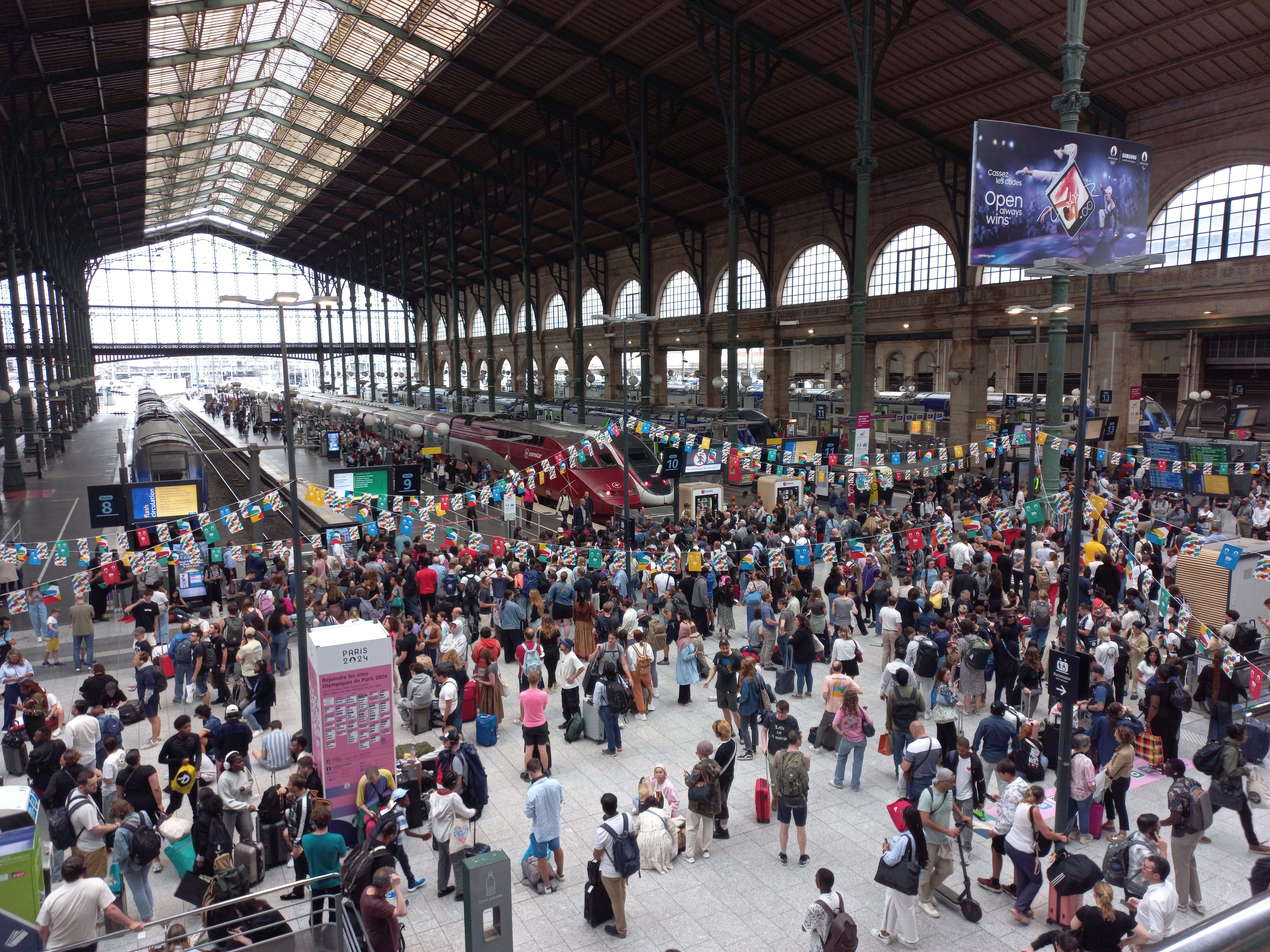
Davy lidí čekajících na útoky zpožděné vlaky na nádraží Gare du Nord v Paříži

V Paříži byla v rámci olympiády už před útokem naplánována masívní bezpečnostní protiteroristická opatření. Policie ale po útocích nasadila desítky policejních týmů a desítky dronů, aby monitorovaly tratě.

## Vyšetřování
Útok začal okamžitě vyšetřovat Národní úřad pro boj s organizovaným zločinem (Junalco) a také zpravodajské služby, tlak na vyšetření ze strany společnosti a politiků byl enormní.
SNCF avizovala, že podá trestní oznámení na neznámého pachatele. Útok byl klasifikován jako trestný čin poškození majetku významného pro chod státu, poničení systémů automatizovaného zpracování dat a spiknutí za účelem spáchání těchto trestných činů. Pachatelům na základě toho hrozí až 20 let vězení, kromě toho také pokuta 150 tisíc eur (asi 3,8 milionu korun).
Existovalo více teorií, kdo za útokem stojí. Pravicový list Le Figaro měl v podezření extrémní levici. Jiná teorie dávala vinu Rusku, ale možností bylo mnoho. Izraelský ministr zahraničí Jisrael Kac z útoku obvinil Írán.

## Následný útok
V noci na pondělí 29. července došlo k dalšímu útoku na francouzskou infrastrukturu, když útočníci přeřezali kabely optických sítí v rozvodných skříních francouzských operátorů jako SFR, Bouygues Telecom nebo Free. Stalo se tak v jižní Francii v departmentech Bouches-du-Rhône, Aude, Hérault a Drôme a v severní Francii v departmentech Meuse a Oise. Paříž ani olympijské hry nebyly zasaženy. Postiženy byly spíše sítě pevných linek než mobilní sítě.